# Metsaküla (Türi)
Metsaküla – wieś w Estonii, w prowincji Järva, w gminie Türi.